# 导演
导演（英語：Director），是制作戏剧、电影、电视剧、纪录片和广告等视听作品的影视创作团队中全面负责艺术和技术方面事项的職人。即以表演艺术为基础，综合团队的表演、布景、服装，化妆、灯光及音乐等多种因素，进行有效的舞台表演指导的专业人员。

## 词源
导演一词的英文为「Director」，从含义来说是指引方向的人，但从具体职能来说，往往其主要能力是沟通。因此一个公司的总监职位，与导演共用同一个英文单词Director，虽然中文翻译有所不同。“导演”一词在汉语中，是1920年代初开始使用的新词，由中国电影人陆洁译出，并在《影戏杂志》开始使用。

## 職能
导演负责戏剧表演相关的所有事项，常以一部作品为基础，进行指导剧本选择和解释、演员选拔、表演灯光等，所有部分并综合起来，创造出一种演出的整体效果。从作品的选定到演员的选定，导演负责总指挥和监督作品完成的全过程。

## 各领域的导演

### 电影
簡言之，导演是用劇情和演员表达自己思想的人。電影導演為演員和工作人員提供指導，並創造一個整體願景，通過它最終實現或註意到電影。董事需要能夠調解創意願景的差異並保持在預算範圍內。
電影導演同時運用了演員的身體及情緒、視線的選擇、光線的調度、畫面的構成、剪接的邏輯、音聲的搭配等，將某個劇本呈現於影像屏幕上，從而將這個劇本（以及如果有的話：它的思想）表現給觀眾的人。
電影工業涵蓋多元的專業技術，從製片、攝影、燈光、美術指導、場務、演員、錄音、混音、後期特效等，十分龐雜。絕大多數現代電影導演無法廣泛專精以上各項專業技術，但他仍可以支配旗下所有各該部門的專業人士，依照他的意志工作。

### 動畫
工作包含演出管理、繪製分鏡、將分鏡表現的意圖傳達給作畫監督及動畫師、核對畫面構成（layout）及原畫、在賽璐珞原畫和背景拍攝合成前核對（數位化後已鮮見應用）、和攝影監督討論畫面濾鏡及特效運用等、參與剪輯事務、和音響監督一起在錄音現場指導聲優演技及核對譯製內容、選擇預告的鏡頭、等等。

### 舞台剧
舞台剧导演的工作是一个贯穿的完整过程，从剧本的阅读、演员的选择与合作，到舞台空间、服装化妆、灯光等的设计，都是导演工作的组成部分。